# Дяків
Дяків — село в Україні, у Берездівській сільській громаді Шепетівського району Хмельницької області.
З 1964 по 1995 р — Жовтневе.
Розташоване на річці Жарисі, за 27 км від м. Славута та 25 км від залізничної станції, на дорозі Славута — Берездів.

## Історія
Поблизу села в розкопаних курганах знайдені знаряддя праці доби бронзи.
Село під назвою Дякове (або в документах «Дяков») у 1396 році було надане великим князем Вітовтом князеві Федорові Даниловичу Острозькому. У 15 столітті перейшло до князів Заславських, а з 1539 року, у власності Іллі Острозького. Врешті перейшло разом з іншими селами до Любомирських, а від них до Сангушків.
В 1887 році в селі 158 будинків і 900 жителів, дерев'яна церква відкрита у 1794 році, церковно-приходська школа у 1860 році.
Відносилось до Жуківської волості, Заславського повіту, було його крайньою північною точкою.
7 (20) листопада 1917 року, відповідно до Третього Універсалу Української Центральної Ради, увійшло до складу Української Народної Республіки.
У 1930 році почались репресії проти селянства, а саме було прийнято, так званий «Пленум Дяківської сільради» 1 березня 1930 року, обговоривши питання про вилучення «соціально-шкідливого елементу» із сільгоспартілі імені Будьонного постановив: «вилучити із села 32 особи — всі куркулі чи середняки». Сюди ж віднесли і церковного старосту Геруса Івана Дем'яновича.
Потім тут містилася центральна садиба колгоспу «Шлях до комунізму», який обробляв 1,8 тис. га орної землі, вирощував зернові культури, цукрові буряки, відгодовував м'ясо-молочну худобу.
З 1964 до 1995 року називалося Жовтневе.
12 червня 2020 року, відповідно до розпорядження Кабінету Міністрів України № 727-р «Про визначення адміністративних центрів та затвердження територій територіальних громад Хмельницької області», увійшло до складу Берездівської сільської громади.
19 липня 2020 року, в результаті адміністративно-територіальної реформи та ліквідації Славутського району, село увійшло до складу Шепетівського району.

## Населення
Згідно з переписом УРСР 1989 року чисельність наявного населення села становила 567 осіб, з яких 245 чоловіків та 322 жінки.
За переписом населення України 2001 року в селі мешкало 466 осіб.

### Мова
Розподіл населення за рідною мовою за даними перепису 2001 року:
| Мова       | Відсоток |
| ---------- | -------- |
| українська | 99,15 %  |
| російська  | 0,64 %   |
| інші       | 0,21 %   |

## Сполучення
Через село курсують автобуси:
- Славута — Мухарів
- Славута — Бесідки
- Славута — Плоска
- Нетішин — Великий Правутин
- Славута — Берездів
- Берездів — Хмельницький
- Славута — Улянівка
- Нетішин — Плоска
- Нетішин — Корець
- Нетішин — Мухарів

## Археологічні знахідки
Поблизу села в розкопаних курганах знай дені знаряддя праці і зброя доби бронзи, а також поховання комарівської та тшцінецької культур.

## Галерея

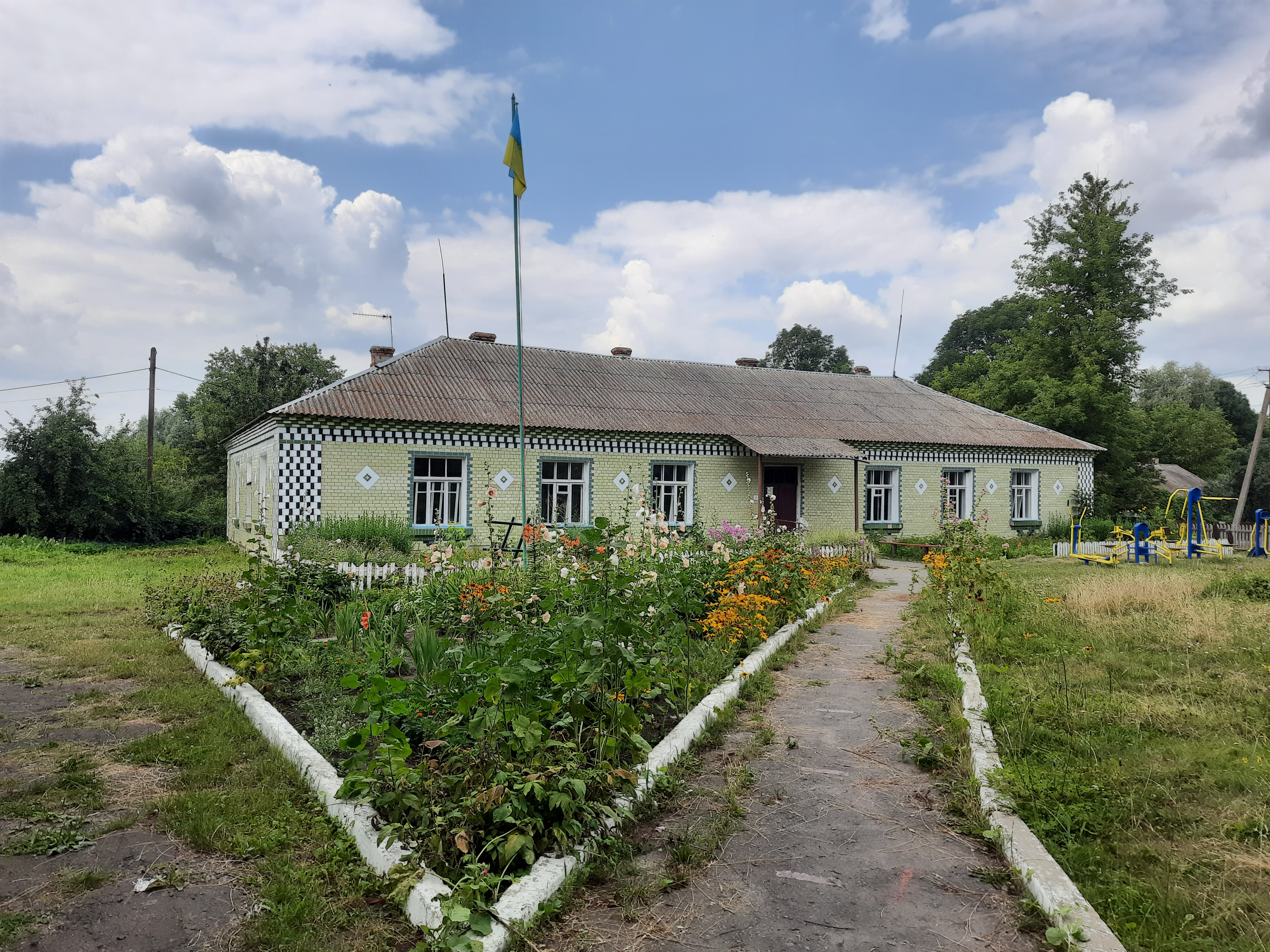
Старостат і дитячий садок
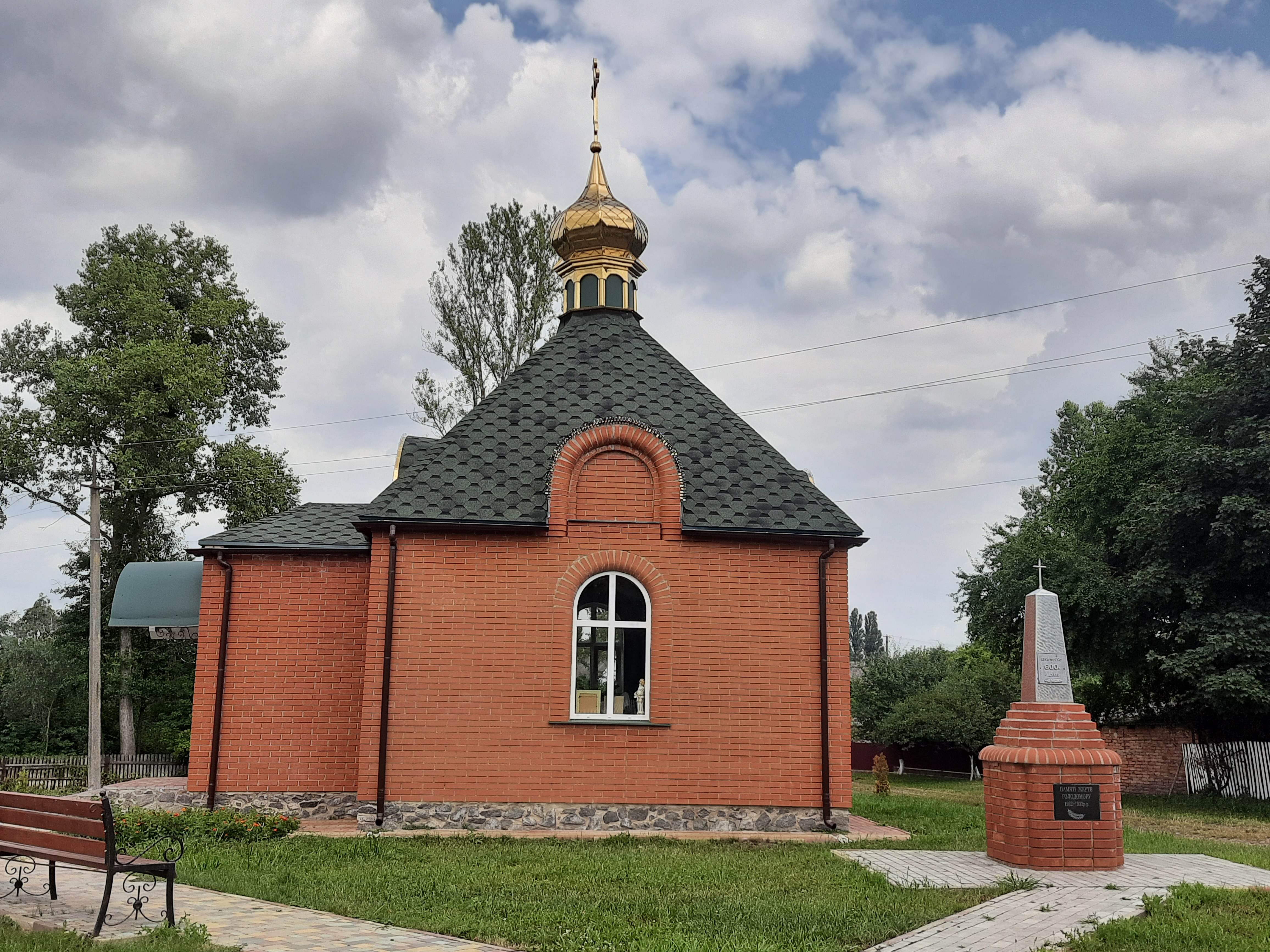
Сільська церква